# John Grisham
John Ray Grisham, Jr. (/ˈɡrɪʃæm/; sinh ngày 8 tháng 2 năm 1955) là một nhà văn, luật sư, chính trị gia, và nhà hoạt động người Mỹ nổi tiếng với các tác phẩm thuộc thể loại ly kỳ liên quan tới luật pháp. Sách của ông đã được dịch sang 42 thứ tiếng và xuất bản toàn thế giới.
John Grisham tốt nghiệp Đại học Bang Mississippi rồi sau đó nhập học tại Viện luật Đại học Mississippi vào năm 1981. Ông hành nghề luật hình sự trong khoảng một thập kỷ và phục vụ trong Hạ nghị viện Mississippi từ tháng 1 năm 1984 tới tháng 9 năm 1990.
Ông bắt đầu viết tiểu thuyết đầu tiên A Time to Kill vào năm 1984 và được xuất bản vào tháng 6 năm 1989.
Tính tới 2012, sách của ông bán ra trên 275 triệu bản trên toàn cầu. Grisham là một trong ba nhà văn bán ra 2 triệu bản ngay trong lần xuất bản đầu tiên; những người còn lại là Tom Clancy và J.K. Rowling.
Tác phẩm bestseller đầu tiên của ông là The Firm (1991), bán ra trên 7 triệu bản. Cuốn sách được chuyển thể thành bộ phim cùng tên ra mắt vào năm 1993 với sự tham gia diễn xuất của Tom Cruise, cũng như một loạt phim truyền hình vào năm 2012 với nội dung là "tiếp tục câu chuyện của luật sư Mitchell McDeere và gia đình anh 10 năm sau nội dung trong truyện và tiểu thuyết." Ngoài ra Grisham còn có 8 tác phẩm khác được đưa lên màn ảnh: The Chamber, The Client, A Painted House, The Pelican Brief, Skipping Christmas, The Rainmaker, The Runaway Jury, và A Time to Kill.

## Cuộc sống ban đầu và việc học hành
John Grisham, sinh ra tại Jonesboro, Arkansas, là người con thứ hai trong số năm anh chị em của bà Wanda Skidmore Grisham và ông John Grisham. Cha của ông là một công nhân xây dựng và một nông dân trồng bông, còn mẹ ông là nội trợ. Khi Grisham lên bốn, gia đình ông định cư tại Southaven, quận DeSoto, Mississippi. Hồi nhỏ ông có ước muốn trở thành một cầu thủ bóng chày.
Mặc dù cha mẹ của Grisham không được học hành đầy đủ, mẹ ông vẫn khuyến khích con trai bà đọc sách và chuẩn bị để thi vào cao đẳng. Ông gợi lại những kỉ niệm thơ ấu của mình trong cuốn A Painted House.
Grisham vào học tại Cao đẳng Cộng đồng Tây Bắc Mississippi ở Senatobia, Mississippi và sau đó vào trường Đại học Bang Delta ở Cleveland. Grisham phải thay ba trường đại học mới có thể hoàn thành một tấm bằng.
Ông tốt nghiệp Đại học Bang Mississippi năm 1977 với tấm bằng cử nhân khoa học ngành kế toán. Sau đó ông lại tiếp tục vào trường Viện luật Đại học Mississippi để trở thành luật sư về thuế, nhưng sau đó ông lại hướng sự đam mê sang lĩnh vực tranh chấp dân sự. Ông tốt nghiệp năm 1981 với tấm bằng tiến sĩ luật.

## Sự nghiệp

### Trước và trong thời gian học đại học
Khi còn là một thiếu niên Grisham đã bắt đầu làm việc tại một nhà trẻ với công việc tưới những bụi cây, công một đôla một giờ. Không lâu sau ông được đôn lên một đội sửa hàng rào với mức lương 1,5 đô một giờ. Ông viết về công việc này: "Nó chẳng hề có tương lai". Năm 16 tuổi, Grisham nhận công việc với một nhà thầu đường ống nhưng nói rằng ông "chẳng bao giờ tìm được cảm hứng từ công việc cực khổ ấy".
Nhờ liên hệ của một người quen với bố ông, Grisham nhận được công việc cùng một đội làm nhựa đường trên đường cao tốc ở Mississippi năm 17 tuổi. Một biến cố trong khoảng thời gian này khiến ông trở nên "nghiêm túc" về trường học. Một cuộc đụng độ trong đám công nhân khiến Grisham chạy vào nhà vệ sinh để thoát thân. Ông không dám ra ngoài cho tới khi cảnh sát dẹp yên mọi chuyện. Ông về nhà và bắt đầu nghĩ về trường đại học.
Sau đó ông đến làm công việc bán hàng tại khu vực đồ lót nam tại một cửa hàng bách hóa, việc mà ông cho là "bẽ mặt". Ông quyết định bỏ việc nhưng sau đó ở lại khi được đề nghị tăng lương. Ông được tăng lương lần nữa sau khi đề nghị được chuyển sang khu đồ chơi và sau đó là khu đồ gia dụng. Một cuộc tranh cãi với một người theo dõi nhân viên của công ty đóng giả là khách hàng thuyết phục ông rời công việc ở cửa hàng. Cho tới thời điểm này Grisham đã học tại trường cao đẳng được một thời gian. Dù mong muốn trở thành luật sư thuế, ông sớm bị "tính phức tạp và điên rồ" của công việc này đánh gục. Ông quyết định trở lại quê nhà để làm một luật sư ở tòa án.

### Luật và chính trị
Grisham hành nghề trong khoảng mười năm và trúng cử với tư cách thành viên đảng Dân chủ tại Hạ viện Mississippi từ 1983 tới 1990, và nhận mức lương 8.000 đôla một năm. Grisham đại diện cho quận thứ 7. Trong nhiệm kỳ thứ hai tại Hội đồng lập pháp bang Mississippi, ông là phó chủ tịch Ủy ban Phân bổ vị trí và Bầu cử cũng như thành viên của một số ủy ban khác.
Sự nghiệp viết văn của Grisham đi lên với thành công của cuốn sách thứ hai The Firm. Ông không tham gia vào nghề luật ngoại trừ một lần vào năm 1996 để giúp gia đình một công nhân đường sắt tử vong khi đang làm việc. Trên trang chính của Grisham viết: "Ông thể hiện sự tôn trọng tới trách nhiệm mà ông đã hứa thực hiện trước khi rời khỏi ngành luật để trở thành nhà văn [...] Grisham tranh kiện thành công cho thân chủ của ông, giúp họ nhận về 683.500 đôla tiền từ bồi thẩm đoàn — đó là phán quyết quan trọng nhất trong sự nghiệp của ông."

### Văn chương

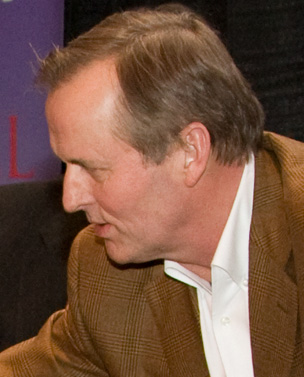
John Grisham vào năm 2008

Grisham nói rằng vụ án khởi đầu cho ý tưởng viết văn đến vào năm 1984, dù đó không phải vụ của ông. Khi đang lang thang quanh tòa án, ông tình cờ nghe được câu chuyện của một cô bé 12 tuổi kể với ban bồi thẩm về chuyện đã xảy ra với cô. Câu chuyện khiến Grisham chú ý, và ông bắt đấu dõi theo phiên xử. Ông thấy những người bồi thẩm khóc khi cô kể về việc cô bị đánh và bị hiếp. Và đó là lúc mà, như Grisham viết trên The New York Times, một câu chuyện đã ra đời. Với những suy ngẫm về "điều gì sẽ xảy ra nếu cha cô bé giết những kẻ hãm hại cô", Grisham mất ba năm để hoàn thành cuốn sách đầu tiên, A Time to Kill. Tuy nhiên việc tìm nhà xuất bản không hề dễ. Cuốn sách bị 28 nhà xuất bản từ chối trước khi Wynwood Press, một nhà xuất bản vô danh, đồng ý in với con số khiêm tốn 5.000 bản. Sách ra mắt tháng 6 năm 1989.
Một ngày sau khi Grisham hoàn thành A Time to Kill, ông tiếp tục tác phẩm thứ hai, The Firm, kể về một luật sư trẻ "bị cám dỗ vào một công ty luật không hề hoàn hảo như vẻ ngoài của nó." The Firm đúng trong danh sách bán chạy của The New York Times' trong 47 tuần và trở thành tiểu thuyết bán chạy nhất của năm 1991.
Với A Painted House vào năm 2001, nhà văn bắt đầu tập trung mở rộng mảng đề tài từ luật pháp sang đề tài Miền Nam nhưng vẫn tiếp tục viết các truyện li kỳ về luật. Ông cũng viết truyện giả tưởng hài kịch và giả tưởng thể thao.
Vào năm 2005, Grisham nhận giải thưởng Peggy V. Helmerich Distinguished Author Award, một giải thưởng thường niên của Tulsa Library Trust.

## Tín ngưỡng
Grisham là theo đạo Thiên chúa từ năm 8 tuổi, và chính ông coi việc trở thành một tín đồ Thiên chúa giáo là "sự kiện quan trọng nhất" của cuộc đời ông. Sau khi rời trường luật, ông tham gia vào một số hoạt động truyền giáo tại Brasil dưới quyền của Nhà thờ First Baptist Church ở Oxford.
Trong công việc của một người rửa tội, ông ủng hộ việc tách biệt nhà thờ và nhà nước, và phát biểu: "Tôi có những niềm tin tôn giáo rất sâu sắc trong lòng, và tôi thực sự khó chịu khi thấy người ta sử dụng chúng vì mục đích chính trị."

## Đam mê khác
Grisham dành tình cảm trọn đời cho môn bóng chày, thể hiện qua sự ủng hộ của ông đối với giải Little League ở cả Oxford, Mississippi và Charlottesville, Virginia. Ông viết kịch bản và làm nhà sản xuất cho phim Mickey (2004) với sự góp mặt của Harry Connick, Jr. Ông là fan của câu lạc bóng chày trường Đại học Bang Mississippi và từng viết về những gắn bó với trường và Left Field Lounge trong phần giới thiệu Lưu trữ ngày 22 tháng 4 năm 2016 tại Wayback Machine của cuốn Dudy Noble Field: A Celebration of MSU Baseball.
Grisham cũng là cổ động viên của các đội thể thao của Virginia Cavaliers. Ông đã đến theo dõi nhiều sự kiện thể thao của trường và người ta nói rằng ông đã tài trợ 2 triệu đôla để giúp cải tạo sân bóng chày Davenport Field của Cavaliers. Con trai ông Ty chơi bóng chày tại Đại học Virginia.

## Danh sách tác phẩm
Danh sách đầy đủ các tác phẩm của John Grisham

### Tiểu thuyết
- A Time To Kill (1989)
- The Firm (1991)
- The Pelican Brief (1992)
- The Client (1993)
- The Chamber (1994)
- The Rainmaker (1995)
- The Runaway Jury (1996)
- Đồng đạo (The Partner) (1997)
- The Street Lawyer (1998)
- Chúc thư (The Testament) (1999)
- The Brethren (2000)
- A Painted House† (2001)
- Skipping Christmas† (2001)
- The Summons (2002)
- The King of Torts (2003)
- Bleachers† (2003)
- The Last Juror (2004)
- The Broker (2005)
- Playing for Pizza† (2007)
- The Appeal (2008)
- The Associate (2009)
- The Confession (2010)
- The Litigators (2011)
- Calico Joe† (2012)
- The Racketeer (2012)
- Sycamore Row (2013)
- Gray Mountain (2014)
- Rogue Lawyer (2015)
- The Whistler (2016)

† Sách không thuộc thể loại luật pháp

### Truyện ngắn
- Ford County (2009)
- The Tumor† (2016)
- Partners (2016)

### Truyện có thật
- The Wavedancer Benefit: A tribute to Frank Muller (2002) - với Pat Conroy, Stephen King và Peter Straub
- Người vô tội (The Innocent Man: Murder and Injustice in a Small Town) (2006) - câu chyện của Ronald 'Ron' Keith Williamson
- Don't Quit Your Day Job: Acclaimed Authors and the Day Jobs they Quit (2010) - với nhiều tác giả

### Loạt truyện Theodore Boone
Danh sách bộ truyện kể về thám tử nhí Theodore Boone
- Theodore Boone: Kid Lawyer (2010)
- Theodore Boone: The Abduction (2011)
- Theodore Boone: The Accused (2012)
- Theodore Boone: The Activist (2013)
- Theodore Boone: The Fugitive (2015)
- Theodore Boone: The Scandal (2016)

## Chuyển thể
Phim điện ảnh
- The Firm (1993)[20]
- The Pelican Brief (1993)[20]
- The Client (1994)[20]
- A Time to Kill (1996)[20]
- The Chamber (1996)[20]
- The Rainmaker (1997)[20]
- The Gingerbread Man (1998)
- A Painted House (2003), phim điện ảnh chiếu TV
- Runaway Jury (2003)[20]
- Mickey (2004)
- Christmas with the Kranks (2004)[20]

Truyền hình dài tập
- The Client (1995–1996) 1 mùa, 20 tập
- The Street Lawyer (2003) - Phim thử nghiệm
- The Firm (2011–2012) 1 mùa, 22 tập